# Oberonia
Oberonia är ett släkte av orkidéer. Oberonia ingår i familjen orkidéer.

## Bildgalleri

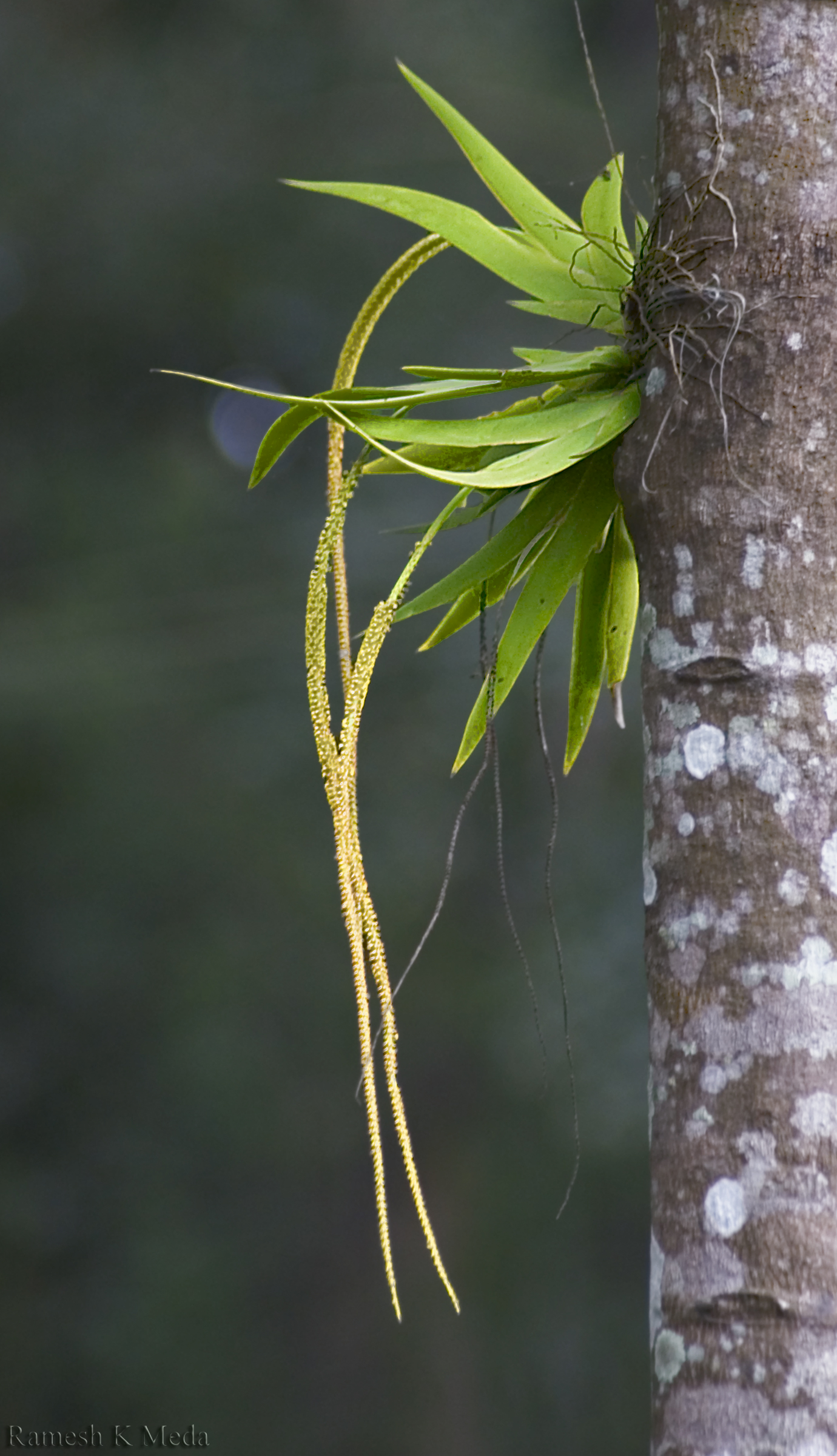
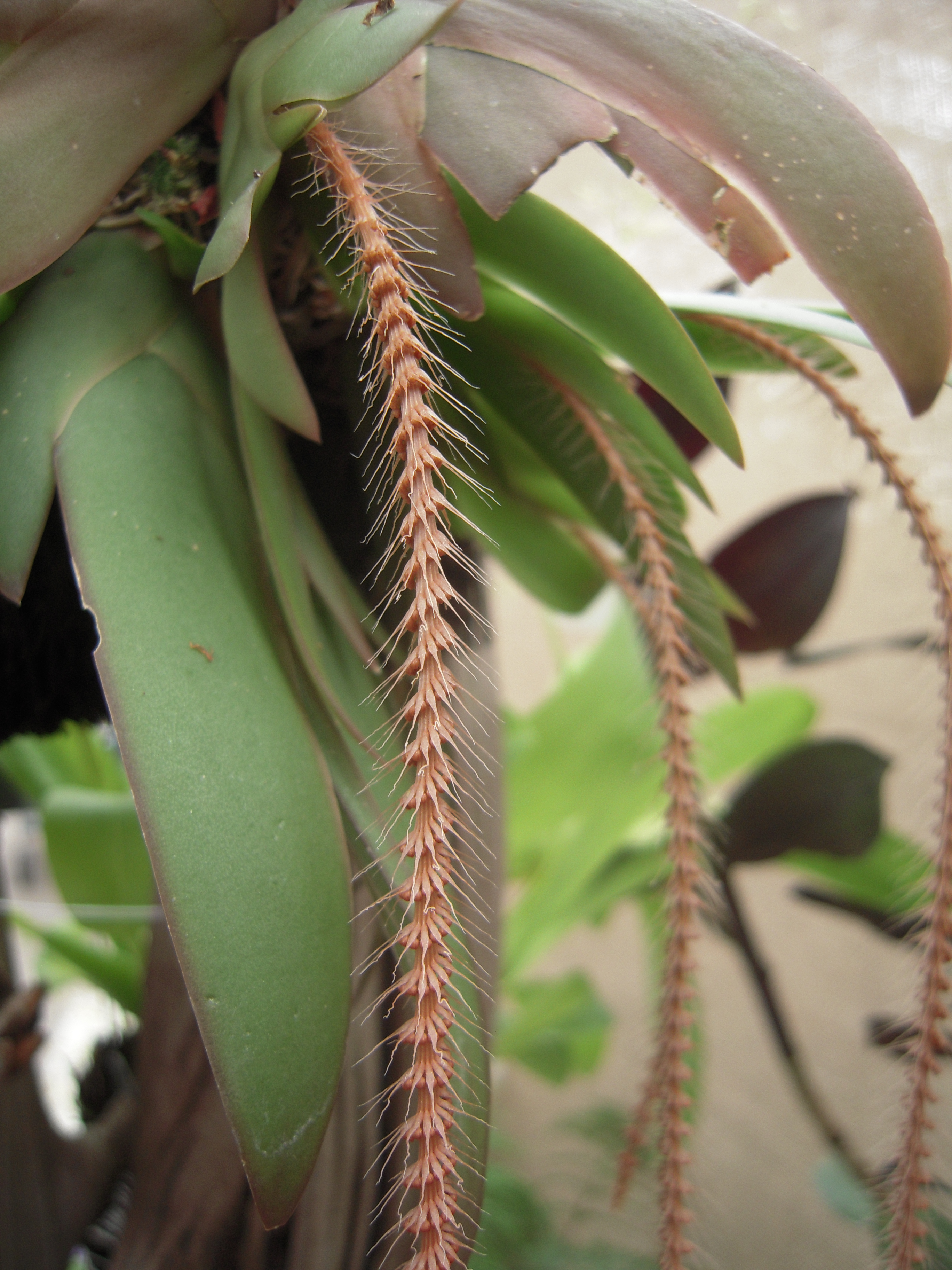

## Dottertaxa tillOberonia, i alfabetisk ordning[1]
- Oberonia acarus
- Oberonia acaulis
- Oberonia affinis
- Oberonia agamensis
- Oberonia agastyamalayana
- Oberonia alopecurus
- Oberonia anamalayana
- Oberonia anguina
- Oberonia angustifolia
- Oberonia anthropophora
- Oberonia aporophylla
- Oberonia arcuata
- Oberonia arisanensis
- Oberonia arunachalensis
- Oberonia asperula
- Oberonia attenuata
- Oberonia aurea
- Oberonia austroyunnanensis
- Oberonia balakrishnanii
- Oberonia bantaengensis
- Oberonia basilanensis
- Oberonia batuensis
- Oberonia beccarii
- Oberonia bellii
- Oberonia benguetensis
- Oberonia bertoldii
- Oberonia bicornis
- Oberonia bifida
- Oberonia bilobata
- Oberonia boerlageana
- Oberonia borneensis
- Oberonia bougainvilleana
- Oberonia brachyphylla
- Oberonia brachystachys
- Oberonia brevispica
- Oberonia brunnea
- Oberonia brunoniana
- Oberonia caprina
- Oberonia cardiochila
- Oberonia carnosa
- Oberonia cathayana
- Oberonia caulescens
- Oberonia cavaleriei
- Oberonia celebica
- Oberonia chandrasekharanii
- Oberonia chenii
- Oberonia ciliolata
- Oberonia cirrhifera
- Oberonia clarkei
- Oberonia claviloba
- Oberonia cleistogama
- Oberonia complanata
- Oberonia cordata
- Oberonia costeriana
- Oberonia crassilabris
- Oberonia crateriformis
- Oberonia cryptantha
- Oberonia cuneata
- Oberonia cylindrica
- Oberonia delacourii
- Oberonia delicata
- Oberonia dimorphophylla
- Oberonia dissitiflora
- Oberonia disticha
- Oberonia diura
- Oberonia djamuensis
- Oberonia djongkongensis
- Oberonia dolabrata
- Oberonia dolichocaulis
- Oberonia dolichophylla
- Oberonia drepanophylla
- Oberonia dubia
- Oberonia elbertii
- Oberonia elegans
- Oberonia elmeri
- Oberonia elongata
- Oberonia emarginata
- Oberonia enoensis
- Oberonia ensifolia
- Oberonia ensiformis
- Oberonia equitans
- Oberonia evrardii
- Oberonia exaltata
- Oberonia falcata
- Oberonia falcifolia
- Oberonia falconeri
- Oberonia fallax
- Oberonia ferruginea
- Oberonia filaris
- Oberonia finisterrae
- Oberonia fissiglossa
- Oberonia fissipetala
- Oberonia flabellifera
- Oberonia flavescens
- Oberonia forcipata
- Oberonia forcipifera
- Oberonia fornicata
- Oberonia fungumolens
- Oberonia gammiei
- Oberonia gigantea
- Oberonia glandulifera
- Oberonia govidjoae
- Oberonia gracilipes
- Oberonia gracilis
- Oberonia gracillima
- Oberonia grandis
- Oberonia griffithiana
- Oberonia hastata
- Oberonia helferi
- Oberonia heliophila
- Oberonia hexaptera
- Oberonia hispidula
- Oberonia hosei
- Oberonia hosokawae
- Oberonia huensis
- Oberonia hybrida
- Oberonia imbricata
- Oberonia indragiriensis
- Oberonia insectifera
- Oberonia insularis
- Oberonia integerrima
- Oberonia intermedia
- Oberonia inversiflora
- Oberonia irrorata
- Oberonia japenensis
- Oberonia japonica
- Oberonia jenkinsiana
- Oberonia josephi
- Oberonia kaernbachiana
- Oberonia kamlangensis
- Oberonia kanburiensis
- Oberonia kaniensis
- Oberonia katakiana
- Oberonia kempfii
- Oberonia kempteri
- Oberonia kinabaluensis
- Oberonia kingii
- Oberonia klossii
- Oberonia kwangsiensis
- Oberonia labidoglossa
- Oberonia laeta
- Oberonia lancipetala
- Oberonia langbianensis
- Oberonia latifii
- Oberonia latilabris
- Oberonia latipetala
- Oberonia laxa
- Oberonia ledermannii
- Oberonia leytensis
- Oberonia linearifolia
- Oberonia linearis
- Oberonia lipensis
- Oberonia lobbiana
- Oberonia lobulata
- Oberonia longhutensis
- Oberonia longibracteata
- Oberonia longicaulis
- Oberonia longifolia
- Oberonia longilabris
- Oberonia longirachis
- Oberonia longispica
- Oberonia longitepala
- Oberonia lotsyana
- Oberonia lucida
- Oberonia lunata
- Oberonia luzonensis
- Oberonia lycopodioides
- Oberonia maboroensis
- Oberonia macrostachys
- Oberonia mahawoensis
- Oberonia mannii
- Oberonia marginata
- Oberonia marina
- Oberonia masarangica
- Oberonia maxima
- Oberonia mcgregorii
- Oberonia melinantha
- Oberonia menghaiensis
- Oberonia menglaensis
- Oberonia merapiensis
- Oberonia merrillii
- Oberonia microphylla
- Oberonia microtatantha
- Oberonia mindorensis
- Oberonia miniata
- Oberonia minima
- Oberonia minutissima
- Oberonia monstruosa
- Oberonia mucronata
- Oberonia multidentata
- Oberonia multiflora
- Oberonia muriculata
- Oberonia murkelensis
- Oberonia nayarii
- Oberonia neglecta
- Oberonia nepalensis
- Oberonia nephroglossa
- Oberonia nitida
- Oberonia nitidicauda
- Oberonia obcordata
- Oberonia obesa
- Oberonia oblonga
- Oberonia odoardi
- Oberonia odontopetala
- Oberonia oligotricha
- Oberonia ovalis
- Oberonia oxystophyllum
- Oberonia pachyambon
- Oberonia pachyphylla
- Oberonia pachyrachis
- Oberonia padangensis
- Oberonia palawensis
- Oberonia pallidiflava
- Oberonia papillosa
- Oberonia patentifolia
- Oberonia pectinata
- Oberonia pedicellata
- Oberonia phleoides
- Oberonia platycaulon
- Oberonia platychila
- Oberonia pleistophylla
- Oberonia plumea
- Oberonia podostachys
- Oberonia polyschista
- Oberonia ponapensis
- Oberonia potamophila
- Oberonia prainiana
- Oberonia proudlockii
- Oberonia pumilio
- Oberonia punamensis
- Oberonia punctata
- Oberonia pyrulifera
- Oberonia quadrata
- Oberonia quadridentata
- Oberonia quadrilatera
- Oberonia radicans
- Oberonia raoi
- Oberonia rasmussenii
- Oberonia recurva
- Oberonia reilloi
- Oberonia repens
- Oberonia reversidens
- Oberonia rhizomatosa
- Oberonia rhizophoreti
- Oberonia rhodostachys
- Oberonia rimachila
- Oberonia ritaii
- Oberonia rivularis
- Oberonia rosea
- Oberonia rotunda
- Oberonia ruberrima
- Oberonia rubra
- Oberonia rufilabris
- Oberonia salakana
- Oberonia santapaui
- Oberonia sarawakensis
- Oberonia sarcophylla
- Oberonia scapigera
- Oberonia scyllae
- Oberonia scytophylla
- Oberonia sebastiana
- Oberonia segawae
- Oberonia seidenfadeniana
- Oberonia seidenfadenii
- Oberonia semifimbriata
- Oberonia seranica
- Oberonia serpentinicaulis
- Oberonia serrulata
- Oberonia setigera
- Oberonia similis
- Oberonia singalangensis
- Oberonia sinica
- Oberonia sinuosa
- Oberonia spathipetala
- Oberonia stenophylla
- Oberonia subanajamensis
- Oberonia subligaculifera
- Oberonia suborbicularis
- Oberonia sulcata
- Oberonia sumatrensis
- Oberonia surigaensis
- Oberonia tahitensis
- Oberonia tenuis
- Oberonia teres
- Oberonia thisbe
- Oberonia thomsenii
- Oberonia thwaitesii
- Oberonia titania
- Oberonia tixieri
- Oberonia tjisokanensis
- Oberonia tomohonensis
- Oberonia toppingii
- Oberonia torana
- Oberonia torricellensis
- Oberonia transversiloba
- Oberonia triangularis
- Oberonia trichophora
- Oberonia trigonoglossa
- Oberonia trochopetala
- Oberonia truncata
- Oberonia truncatiglossa
- Oberonia urostachya
- Oberonia valetoniana
- Oberonia wallichii
- Oberonia wallie-silvae
- Oberonia wappeana
- Oberonia variabilis
- Oberonia wariana
- Oberonia watuwilensis
- Oberonia wenzelii
- Oberonia weragamaensis
- Oberonia werneri
- Oberonia verticillata
- Oberonia vieillardii
- Oberonia wightiana
- Oberonia volucris
- Oberonia vulcanica
- Oberonia wynadensis
- Oberonia zeylanica
- Oberonia zimmermanniana